# Fényszórás
Fényszórásról beszélünk, ha egy részecske a rá eső fény hatására időbeli késleltetés nélkül maga is fényt bocsát ki (szekunder sugárzás), a beeső fénytől (primer sugárzás) eltérő irányokban.
Legegyszerűbb esetben a beeső fény a részecske töltésrendszerében kényszerrezgéseket hoz létre, melynek következtében a részecske (annak atomjai) a beeső fénnyel egyező frekvenciájú fényt bocsát ki.
A fény szóródása az optikailag inhomogén közegen való áthaladáskor következik be.
Optikailag homogén az a közeg, amelyben a törésmutató független a helykoordinátáktól.
A közeg a hullámhosszhoz képest kicsi térfogatelemeit, melyekben azért elegendően sok molekula található, úgy tekinthetjük, mint koherens szekunder hullámok forrásait. Az optikailag homogén közeg molekuláinak egyenletes eloszlása következtében nincs fényszórás: az elsődleges nyaláb irányától különböző minden más irányban a másodlagos hullámok interferenciájuk révén kioltják egymást.
Optikailag inhomogén az a közeg, amelynek törésmutatója pontról pontra változik (pl. sűrűségingadozás vagy a közegben található más fajtájú kis részecskék miatt). Ekkor a szekunder hullámoknak van nem koherens komponense is, és ezek miatt figyelhető meg a fényszórás.
Az inkoherens szekunder fényhullámok megjelenése azzal kapcsolatos, hogy a fényt inkoherens, azaz egymással kapcsolatban nem álló inhomogenitások szórják. Ezek a hőmozgás miatt rendszertelen helyváltoztatásokat is végeznek a közegben.
Ha a fényt olyan közeg szórja, melyben a részecskék mérete a fény hullámhosszánál is lényegesen kisebb (< 0,2 λ), akkor a szekunder sugárzás fázisa közel megegyezik  a primer sugárzáséval, azzal  részben koherens.
Az ilyen, diffúz eltérítést eredményező szórást Rayleigh-szórásnak  nevezzük.
A szórt fény intenzitásának szögeloszlását elektromosan izotrop, nem abszorbeáló közegben az alábbi függvénnyel írhatjuk le:

{\displaystyle I=I_{0}{\frac {1+cos^{2}\theta }{\lambda ^{4}}}}
ahol
I a fényintenzitás
{\displaystyle \theta } a szögeltérés
{\displaystyle \lambda } a hullámhossz
A képletből látható a hullámhossztól való nagymértékű függés. Ez az oka például az ég kék színének. Itt ugyanis a Napból érkező sugarak közül a kék komponensek sokkal erősebben szóródnak, mint a vörös komponensek az eltérő hullámhosszuk miatt. A lemenő Nap esetében pedig a kék fénynek az eredeti iránytól való nagyobb mértékű kiszóródása miatt a vörös komponensek maradnak meg.
A szórás következtében megváltozik a fény polarizációs állapota is.
A fényszórás megfigyelhető optikailag tiszta közegben is, azaz olyan közegben, melyek nem tartalmaznak idegen részecskéket.
Ezt a jelenséget molekuláris fényszórásnak hívják. Ezt okozhatja pl. sűrűségingadozás, mely a molekulák rendezetlen hőmozgása következtében jön létre. Optikai inhomogenitást okozhat az elektromosan anizotrop molekulákból álló közegekben a molekulák irányítottságának fluktuációja, valódi oldatokban ezeken felül a koncentráció ingadozása is okozhat optikai inhomogenitást.